# Haar naam was Sarah
Haar naam was Sarah (Frans: Elle s'appelait Sarah; Engels: Sarah's Key) is de naam van een Franse dramafilm uit 2010 naar het gelijknamige boek van Tatiana de Rosnay uit 2007. De film werd geregisseerd door Gilles Paquet-Brenner en ging op 13 oktober 2010 in Frankrijk in première.

## Verhaal
In de nacht van 16 juli 1942 zijn de Joodse Sarah Starzinski en haar broertje Michel in hun slaapkamer wanneer de Franse politie binnenvalt. Sarah verstopt haar broertje in een kast, en zegt hem dat ze hem zo vlug mogelijk zal komen halen. Ze doet de kast op slot en wordt samen met haar vader en moeder door de Franse politie naar het Vélodrome d'Hiver gebracht. 
Het gezin wordt gescheiden en Sarah komt in  het kamp  van Beaune-la-Rolande terecht, waar Sarah samen met een ander meisje weet te ontsnappen. Ze komen op een boerderij, waar een echtpaar hen helpt. Tijdens de ontsnapping is het andere meisje echter ziek geworden. Wanneer een Duitse dokter het meisje komt helpen, is het al te laat en wordt het overleden meisje meegenomen door de Duitsers. De Duitse soldaten kunnen Sarah echter nergens vinden. Wanneer Sarah haar verhaal aan het koppel heeft verteld over haar broertje in de kast, gaan ze samen terug naar Parijs, want ze heeft haar broertje Michel immers beloofd om hem op te halen. Als ze bij het appartement komen en de kast open doet, komt ze tot de afschuwelijke ontdekking dat haar broertje Michel dood is. Na de oorlog verhuist ze naar New York, waar ze trouwt, een zoon krijgt en uiteindelijk overlijdt door een auto-ongeluk. 
In het Parijs van 2009 gaat de Amerikaanse journaliste Julia Jarmond samen met haar man Bertrand en dochter Zoë in het ouderlijk huis van haar schoonouders wonen. Wanneer ze voor haar werk onderzoek moet doen naar de Razzia van de Vélodrome d'Hiver, de jodendeportatie in 1942, komt ze tot schokkende ontdekkingen over het huis en haar schoonfamilie.  Ze hoort dat het huis het ouderlijk huis was van Sarah. Julia gaat op zoek naar nabestaanden van Sarah om meer over haar verleden te weten. De zoon van Sarah weet niks over zijn moeders verleden als klein meisje. Julia en Sarah's zoon vertellen alles aan elkaar wat ze weten over Sarah.

## Rolverdeling
| Acteur               | Personage             |
| -------------------- | --------------------- |
| Kristin Scott Thomas | Julia Jarmond         |
| Mélusine Mayance     | Sarah Starzinski      |
| Niels Arestrup       | Jules Dufaure         |
| Frédéric Pierrot     | Bertrand Tezac        |
| Michel Duchaussoy    | Édouard Tezac         |
| Dominique Frot       | Geneviève Dufaure     |
| Gisèle Casadesus     | Mamé                  |
| Aidan Quinn          | William Rainsferd     |
| Natasha Mashkevich   | Mme Starzinski        |
| Arben Bajraktaraj    | M. Starzinski         |
| George Birt          | Richard Rainsferd     |
| James Gerard         | Mike Bambers          |
| Frederick Guillaud   | Richard Rainsferd     |
| Brooke Liddell       | Sarah als baby        |
| Kiley Liddell        | Sarah als baby        |
| Paul Mercier         | Michel Starzinski     |
| Kate Moran           | Alexandra             |
| Charlotte Poutrel    | Sarah als jonge vrouw |
| Sarah Ber            | Rachel                |
| Karina Hin           | Zoe Tezac             |
| Joseph Rezwin        | Joshua                |

## Nominaties
| Jaar | Prijs | Genomineerde         | Uitslag     |
| ---- | ----- | -------------------- | ----------- |
| 2011 | César | Kristin Scott Thomas | Genomineerd |